# هنري بوالو
هنري بوالو (بالفرنسية: Henri Boileau)‏ هو عالم حشرات فرنسي، ولد في 12 فبراير 1866، وتوفي في 15 أغسطس 1924 في بوا كولومب في فرنسا.